# ユン・ジニ
ユン・ジニ（윤진이、Yoon Jin Yi、1990年7月27日 - ）は韓国の俳優。大田広域市出身。キングコングエンターテイメント所属。

## 来歴
- 世宗大学校映画芸術学科

## 人物・交遊関係
- 中学校のとき、アメリカへ3年間の留学経験がある。
- 2022年結婚。
- 2023年３月第一子、2025年２月第二子出産。

## 出演作品

### ドラマ
- 紳士の品格（2012年、SBS） - イム・メアリ役
- 天命（2013年、KBS2） - ソベク役
- 応答せよ1994（2013年、tvN） - ジニ役
- 大丈夫、愛だ（2014年、SBS） - イ・プリプ役
- 恋愛の発見（2014年、KBS2） - アン・アリム役
- ハッピー・レストラン～家和萬事成～（2016年、MBC） - チュ・セリ役
- たった一人の私の味方（2018年-2019年、KBS2） - チャン・ダヤ役
- 紳士とお嬢さん（2021年-2022年、KBS2）- イ・セリョン役

### 映画
- 私たちは兄弟です（2014年） - ヨイル役
- ヘリオス（2015年）

### 広告モデル
- 2012年　Jambangee
- 2012年　McGINN
- 2012年   IIdong Foodis Care-3
- 2012年   McGINN Knightsbridge
- 2012年   T-Store
- 2012年   ミシャ
- 2012年　Lovcat
- 2012年   Mr,Pizza
- 2013年　Top Girl

## 音楽活動

### ミュージックビデオ
- 2013年 Stealer（カン・スンユン）

## 受賞歴
- 2012年　SBSドラマ賞　ベストカップル賞（ドラマ「紳士の品格」）
- 2013 第8回　アジアモデルニュースター賞